# Neolloydia
Neolloydia Britton & Rose, 1922 è un genere di piante della famiglia delle Cactacee, diffuso in Texas e Messico.

## Descrizione
Sono piante succulente caratterizzate da un fusto globoso che diviene cilindrico con il passare degli anni. Presentano tubercoli di forma cilindrica su cui sono fissate piccole spine bianche, rigide e sottili. Al loro apice sbocciano fiori colorati in primavera e talvolta anche in autunno.

## Distribuzione e habitat
Piante originarie delle zone desertiche del nord del Messico, nel deserto del Chihuahua, e del Texas del sud.

## Tassonomia
Il genere comprende le seguenti specie:
- Neolloydia conoidea (DC.) Britton & Rose
- Neolloydia inexpectata D.Donati
- Neolloydia matehualensis Backeb.

## Coltivazione
Le Neolloydia necessitano di un terriccio ricco di materia calcarea e minerale. Le annaffiature devono essere abbastanza abbondanti in estate, ma assenti in inverno. Gradiscono concimazioni non troppo allungate. Da lasciare in luogo soleggiato e con correnti d'aria. La temperatura minima che riescono a sopportare è di 5° sopra lo zero.